# Alexander Moissejewitsch Schapiro
Alexander (Sanja) Moissejewitsch Schapiro (russisch Александр (Абрам) Моисеевич Шапиро, auch als Abram Schapiro bzw. Shapiro und Sapiro geschrieben; * 1883 in Rostow am Don; † 5. Dezember 1946 in Manhattan, New York) war ein jüdisch-russischer Anarcho-Syndikalist.

## Leben
Alexander Schapiro lebte von 1901 bis zum Ersten Weltkrieg in London und war Aktivist in der anarchistischen Bewegung, u. a. in Lokalen Gewerkschaften gegen die Ausbeutungsbedingungen in den Sweatshops. Zu dieser Zeit hatte er u. a. Kontakt zu Errico Malatesta, Rudolf Rocker und Peter Kropotkin dessen Sekretär er zeitweise war. Er war ein Internationalist, seine Sprachkenntnisse erleichterten ihm dies, er sprach: russisch, bulgarisch, türkisch, spanisch, englisch, französisch, deutsch und jiddisch. Unter anderem war er zusammen mit R. Rocker Vertreter der jüdisch-anarchistischen Föderation Londons auf dem Anarchisten Kongress 1907 in Amsterdam. Im Ersten Weltkrieg wurde er in England u. a. mit Rudolf Rocker als „feindlicher Ausländer“ interniert.
Nach der Februar-Revolution 1917 war er in Russland Mitglied der anarcho-syndikalistischen Gruppe „Golos Truda“, als Redakteur redigierte er die gleichnamige Wochen- und später Tageszeitung. 1921 verließ er Russland auf Grund des Terrors der Bolschewiki und ihrer Geheimpolizei Tscheka, zusammen mit Emma Goldman und Alexander Berkman.
Seit Oktober 1922 lebte Schapiro in Deutschland, dort wurde er Mitglied der Freien Arbeiter-Union Deutschlands (FAUD) und auf dem Gründungskongress der anarchosyndikalistischen Internationale IAA, zusammen mit Augustin Souchy und Rudolf Rocker deren Sekretär. In der Folge war er dort aktiv und übersetzte und schrieb Artikel in dem Theorieorgan Die Internationale, herausgegeben von der Internationalen Arbeiterassoziation beziehungsweise FAUD und der Wochenzeitung der FAUD Der Syndikalist. Arthur Lehning, ebenfalls Mitglied der IAA, sah in Schapiro zeitlebens seinen politischen Lehrmeister.
Nach der Flucht aus Deutschland war er unter anderem mit Augustin Souchy und Arthur Lehning im revolutionären Spanien, dort wandte er sich gegen den Kurs der CNT nach 1936. (Arthur Lehning sah übrigens in Schapiro zeitlebens seinen politischen Lehrmeister.) In Frankreich war Alexander Schapiro zusammen mit Pierre Besnard Herausgeber des anarcho-syndikalistischen Journal „La Voix du Travail“ in Paris. 1941 gelangte er in die USA, wo er in New York die Schrift „New Trends“ bis zu seinem Tod herausgab. Seine Gefährtin, die Anarchistin Fanny Schapiro verstarb ebenfalls 1946.

## Sekundärliteratur
- George Woodcock: Peter Kropotkin: From Prince to Rebel. Seite 387. Black Rose Books, Montréal. ISBN 0-921689-60-8